# Parc des îles Hupisaaret

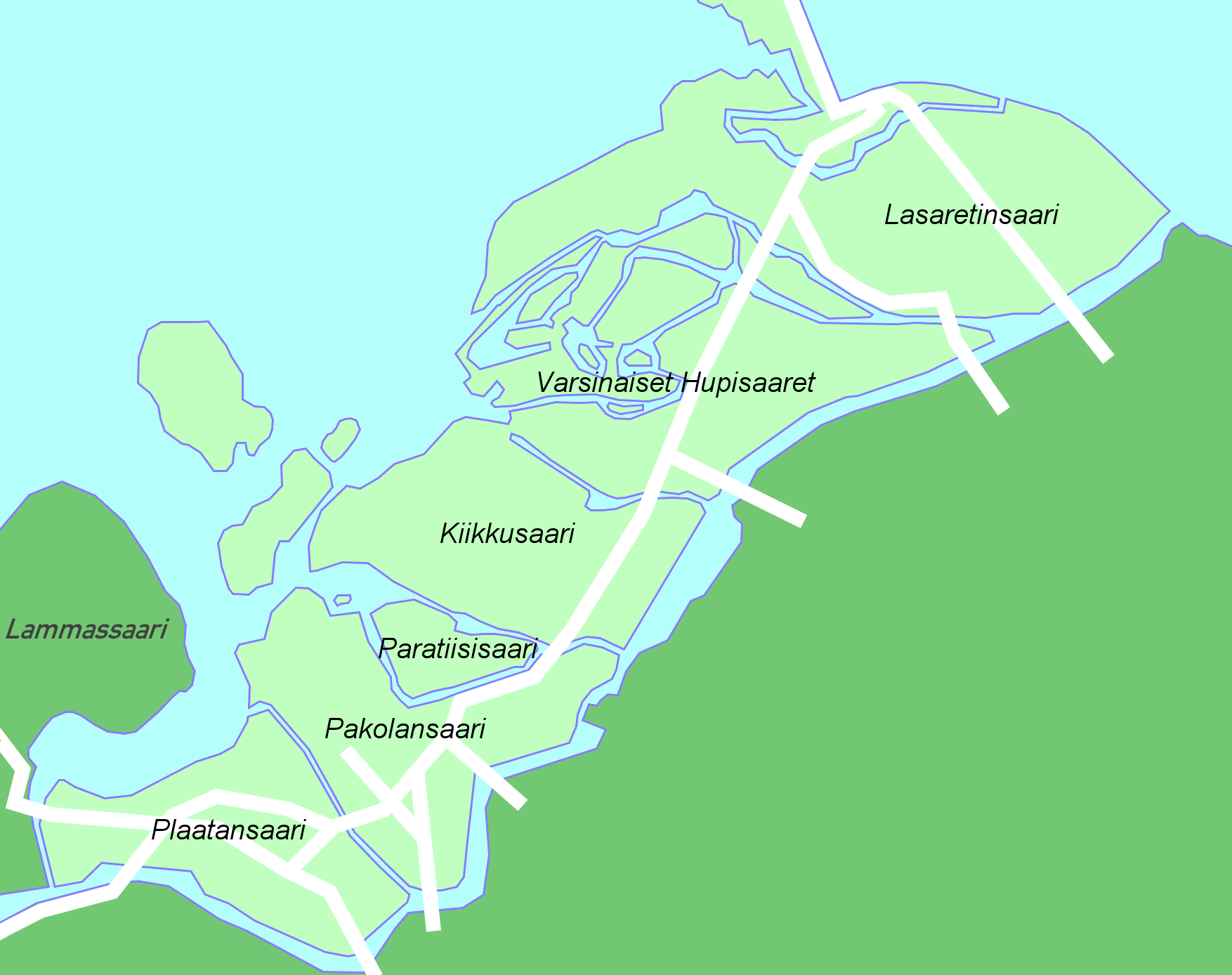
La carte générale des îles Hupisaaret.

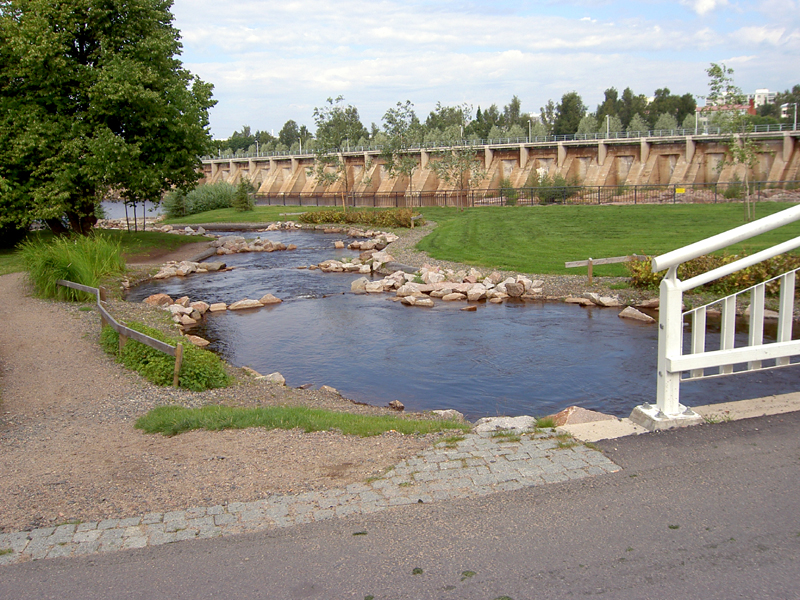
La centrale électrique de Merikoski vue de l'île de Lasaretinsaari.

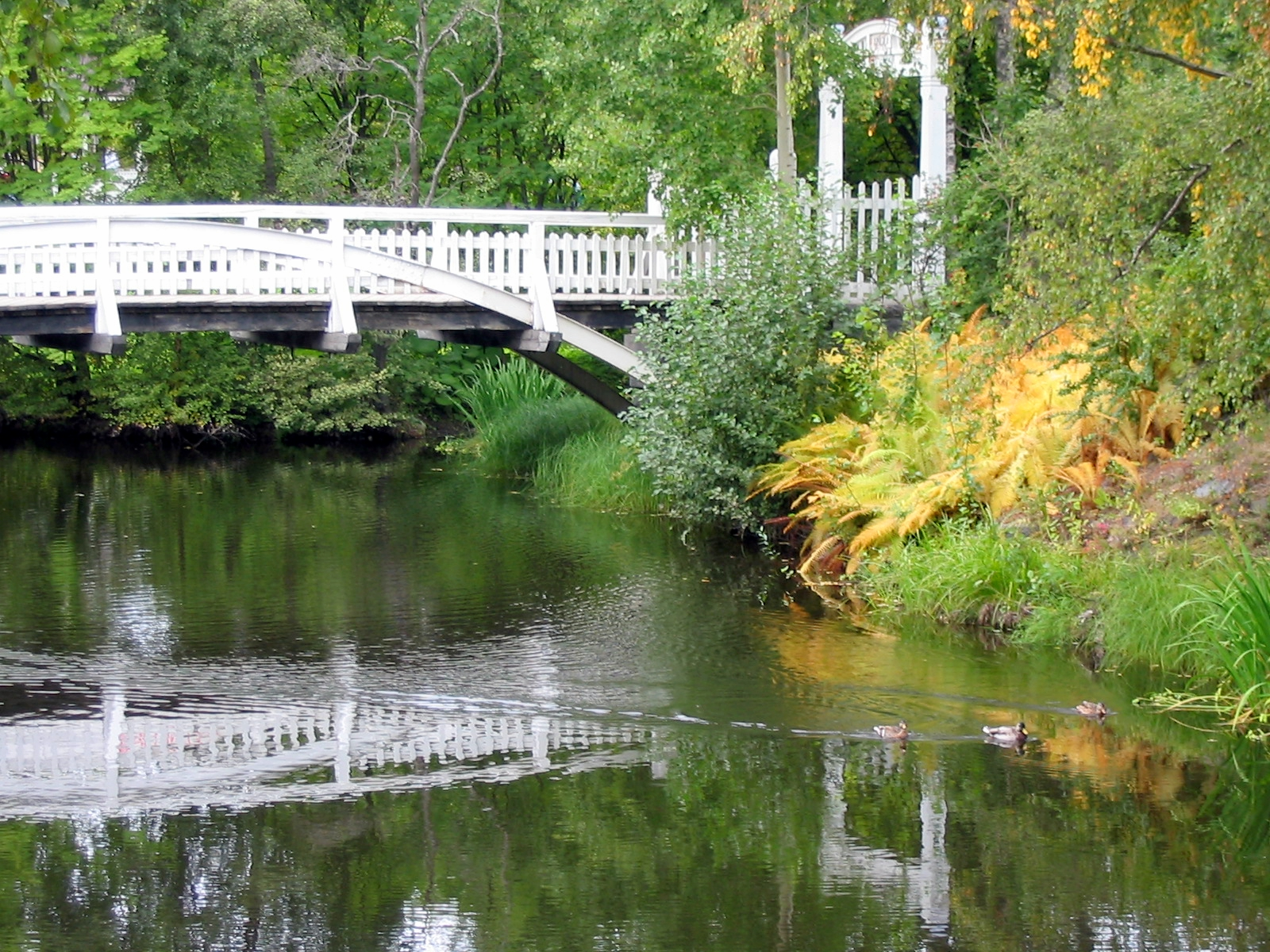
Le pont vers Pakolansaari.

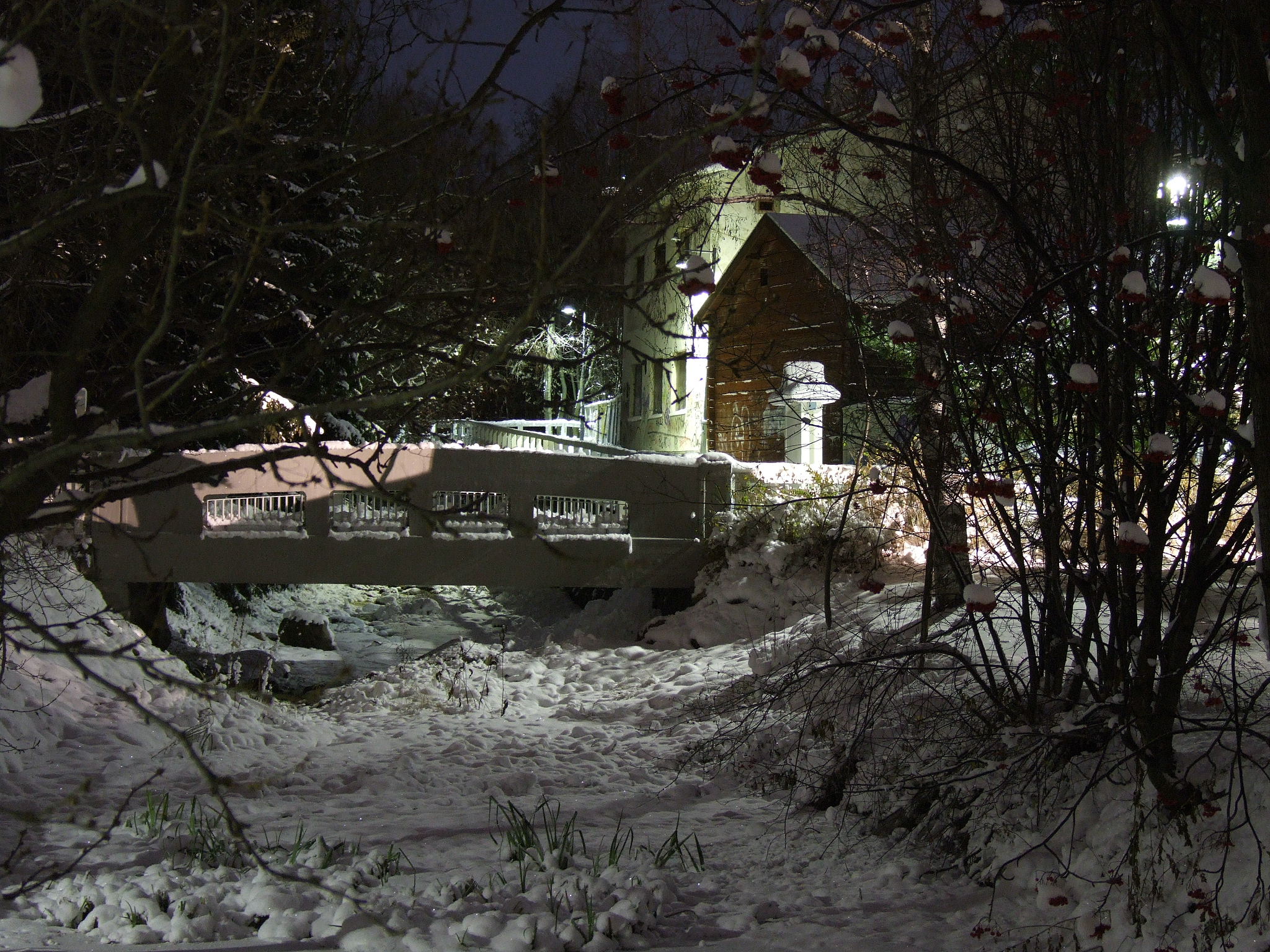
Les îles Hupisaaret un soir de novembre.

Les Hupisaaret sont des îles en aval du fleuve Oulujoki . Elles font partie du quartier de Myllytulli à Oulu en Finlande.
Les îles forment le Parc des îles Hupisaaret (en finnois : Hupisaarten kaupunginpuisto). 

## Description
Les îles Hupisaaret sont un ensemble d'îles sur la rive sud du fleuve Oulujoki en aval de la digue de la centrale hydroélectrique de Merikoski et au nord-est du quartier de Myllytulli et du district central d'Oulu.
Les îles sont séparées du reste de la ville par les voies aquatiques Lasaretinväylä et Kallisenvirta. 
Au sud du parc formé par les îles Hupisaaret on trouve le centre monumental d'Oulu : la cathédrale d'Oulu, le Conseil régional d'Oulu et le Lycée d'Oulu.
À l'est du parc se trouvait la zone industrielle avec en particulier la tannerie des frères Åström.
De nos jours on y trouve le musée d'art d'Oulu et le centre scientifique Tietomaa.
Les îles principales du groupe des îles Hupisaaret sont :

### Pakolansaari dite Ainola
Le Musée de l'ostrobothnie du nord se trouve à Ainola.